# Mont Nijō
Le mont Nijō (二上山, Nijōzan) est une montagne des monts Kongō, sur la frontière entre Taishi, dans la préfecture d'Osaka, et Katsuragi, dans la préfecture de Nara, au Japon. Le mont Nijō possède deux sommets jumeaux, Odake (517 m) et Medake (474 m). Du sommet, la vue s'étend sur le bassin de Nara, la plaine d'Osaka et la baie d'Osaka.
La montagne fait partie du sentier de 45 km de long longeant les monts Kongō séparant les préfectures de Nara, d'Osaka et de Wakayama. Au sud se trouvent le mont Yamato Katsuragi (à environ 8,5 km) et le mont Kongō (à environ 14 km).
Selon le Man'yōshū, le mont Nijō était connu sous le nom de Futakamiyama, ce qui signifie « les montagnes jumelles ». La montagne est vénérée par la population locale comme une porte vers le paradis.
Le mont Nijō était un volcan actif il y a des millions d'années. À la suite des éruptions, des roches magmatiques, de la sanukite, du tuf et de la poudre d'émeri ont été dispersés. Des vestiges de ses éruptions peuvent être observés à Donzurubō, au nord du mont Nijō.

## Lieux notables
Il existe des vestiges historiques, des temples et des sanctuaires remarquables à proximité du mont Nijō.
- Rokutanijiseki (鹿谷寺跡)
- Tombeau du prince Ōtsu (大津皇子墓)
- Taima-dera (當麻寺)
- Donzurubō (屯鶴峯)
- Kasadou (傘堂)
- Kofun Toritaniguchi (鳥谷口古墳)
- Yusenji (祐泉寺)
- Iwaya (岩屋)
- Sanctuaire Kasuga à Kashiba (春日神社)

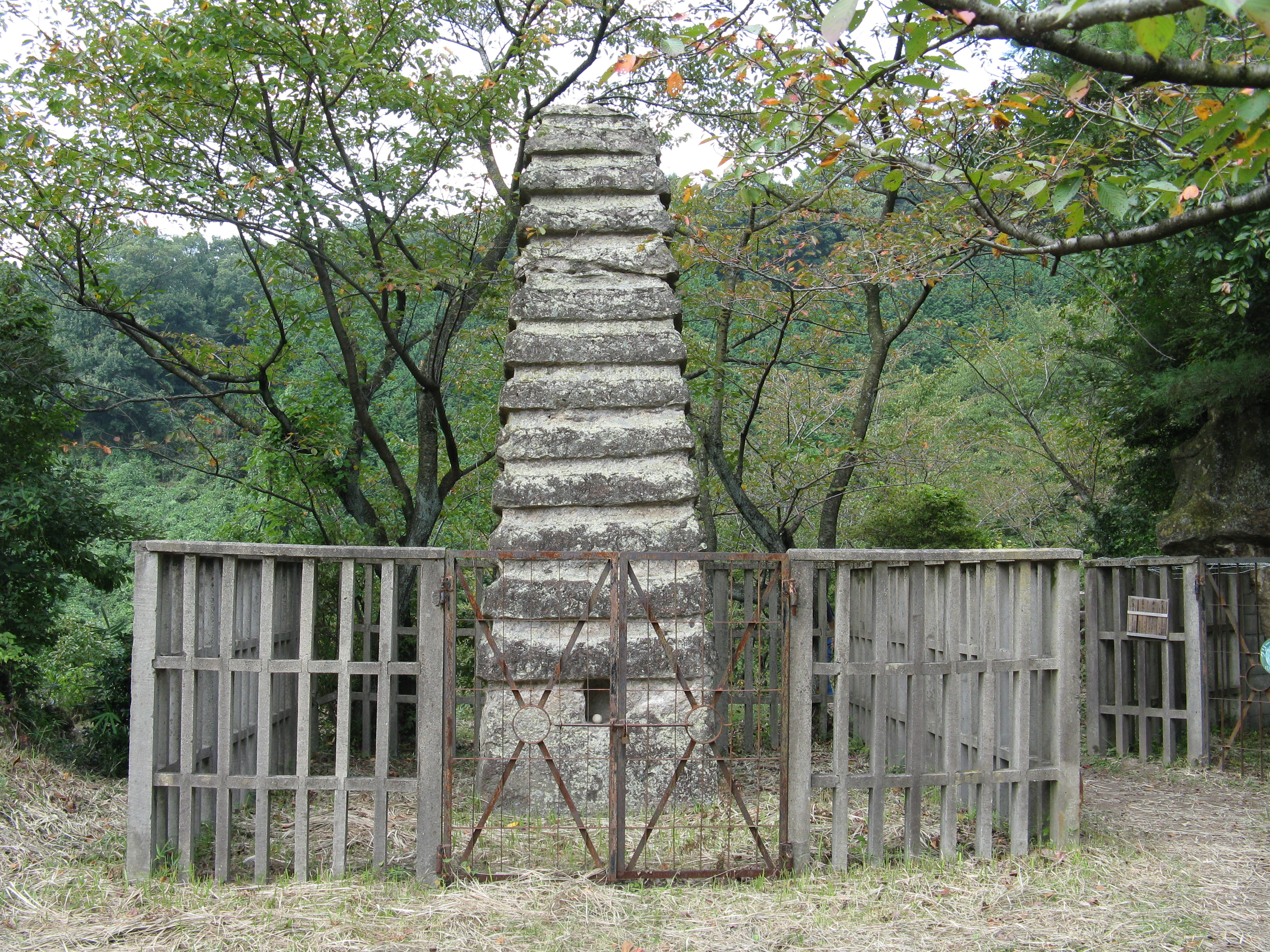
Rokutanji.
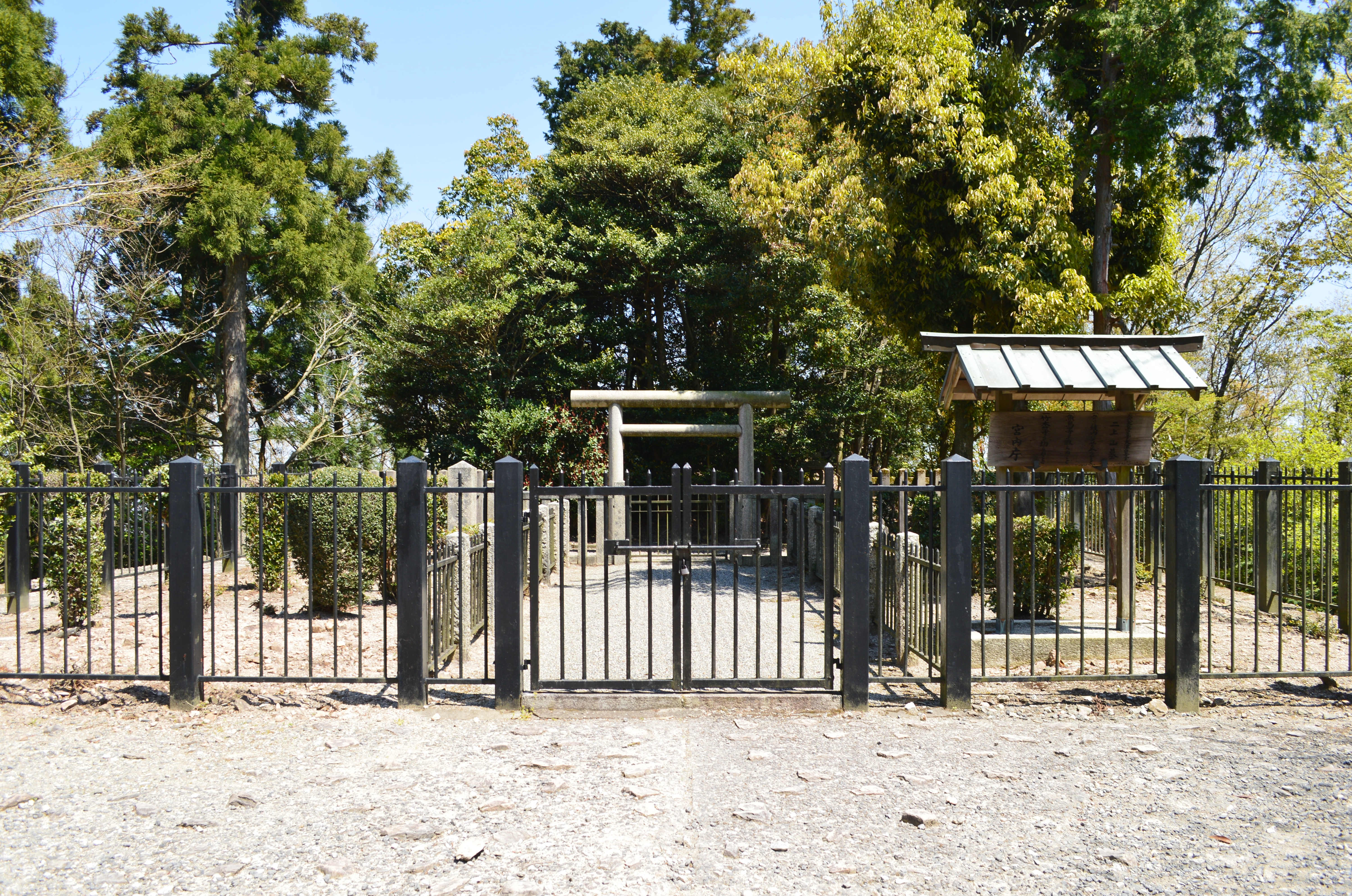
Tombeau du prince Ōtsu, situé près du pic Odake.
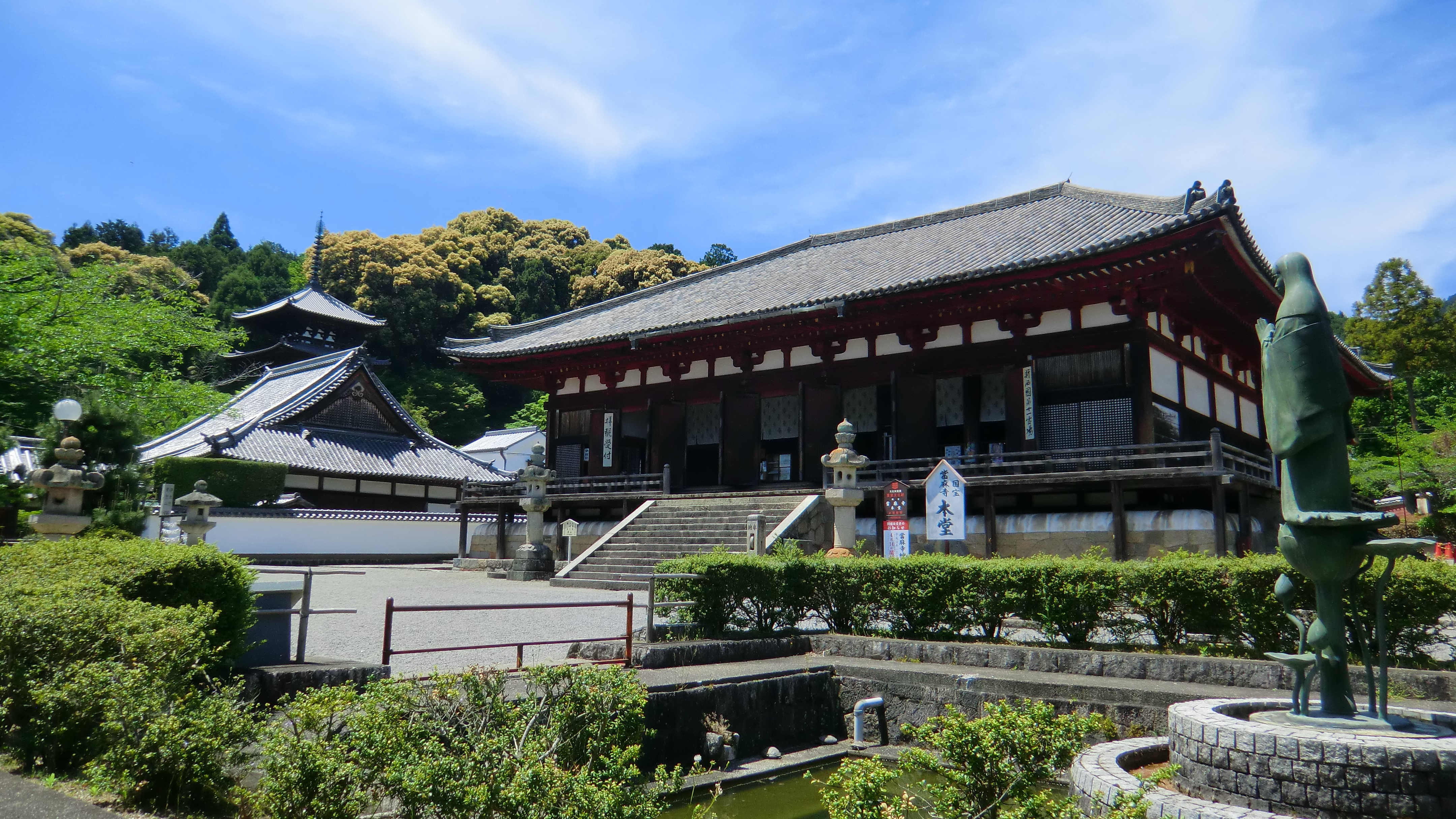
Taima-dera.
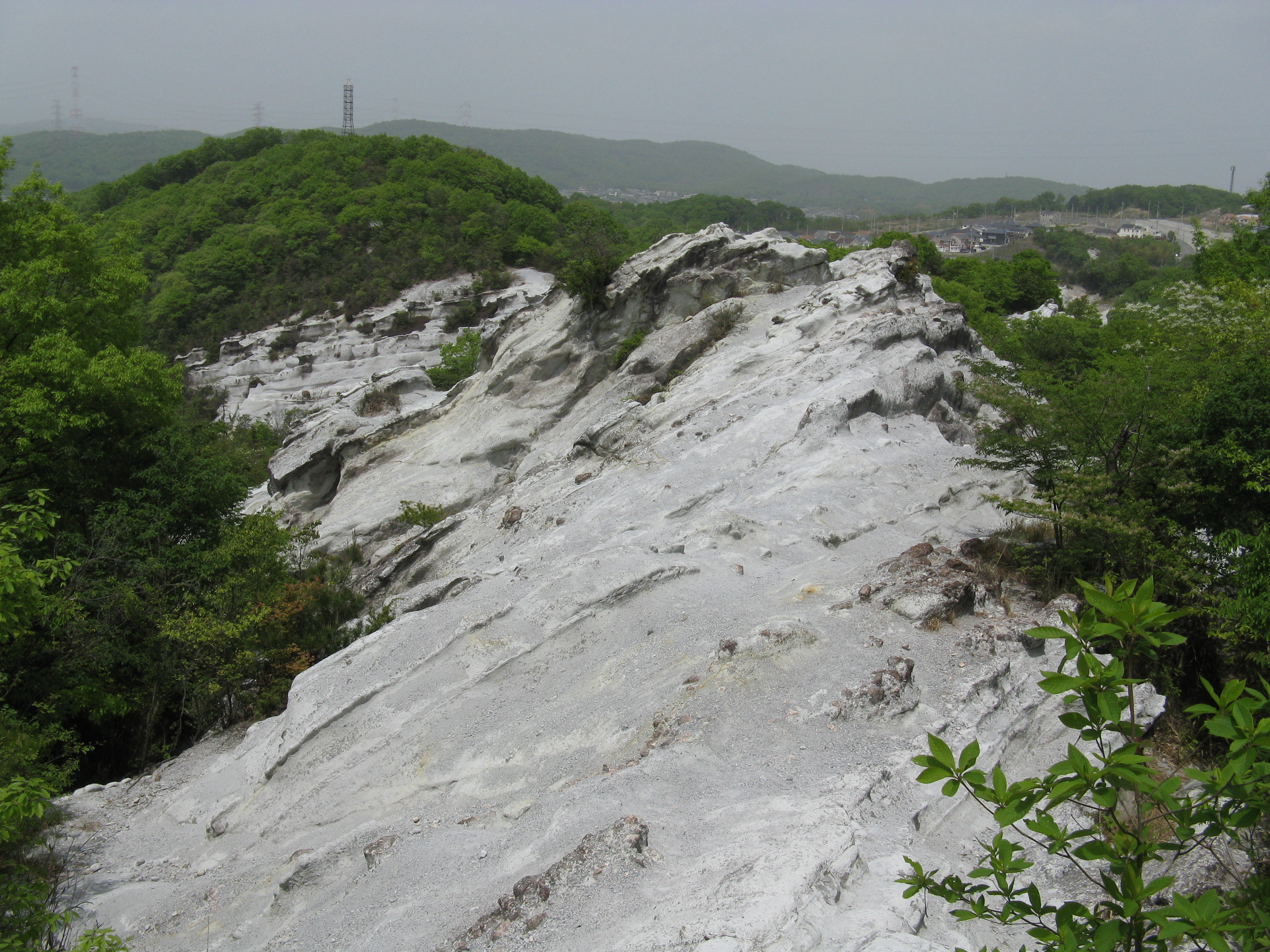
Donzurubo.
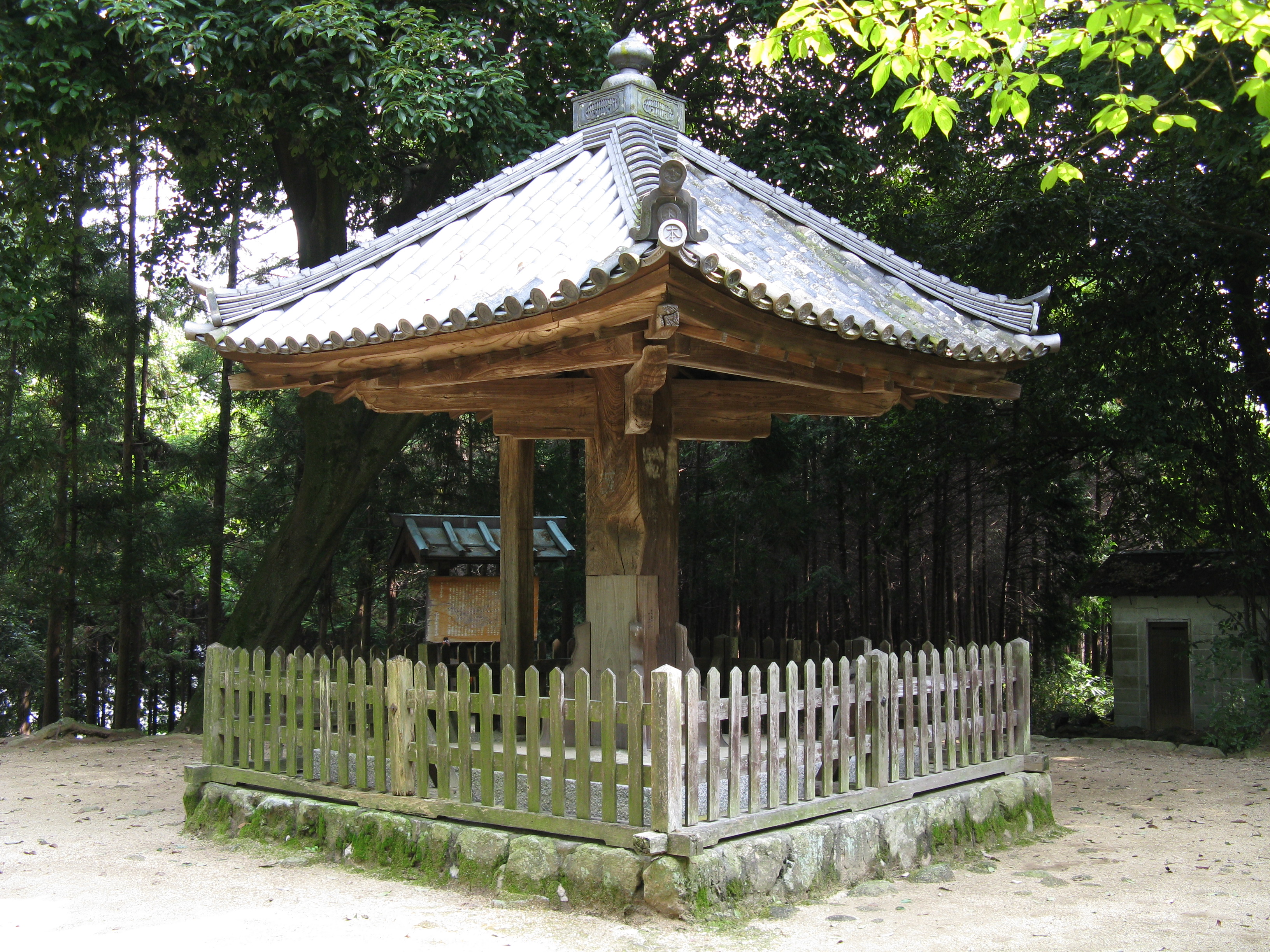
Kasadou.
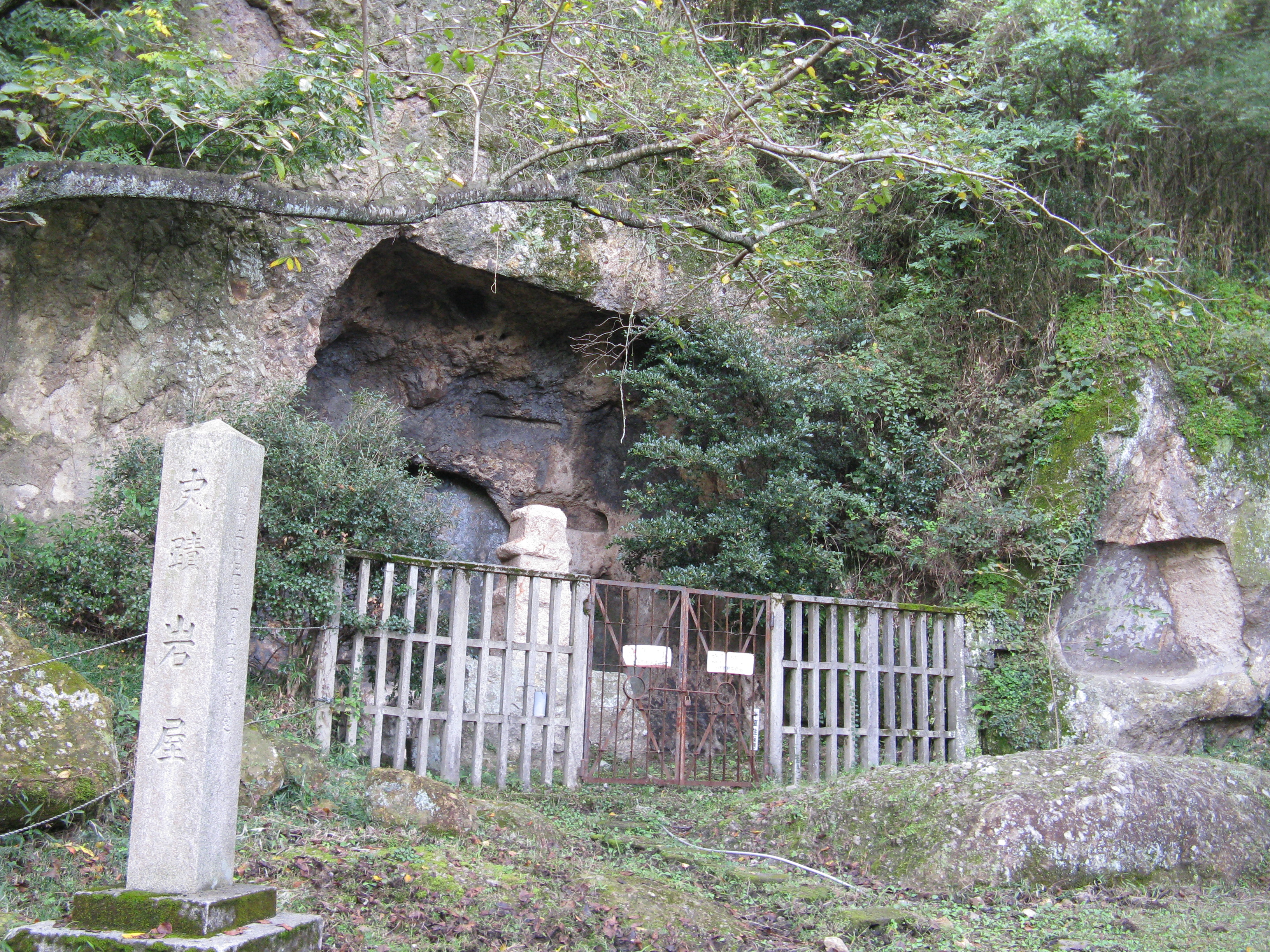
Iwaya.